# ادم (بني مطر)

تعديل مصدري - تعديل

ادم هي إحدى قرى عزلة البروية بمديرية بني مطر التابعة لمحافظة صنعاء، بلغ تعداد سكانها 542 نسمة حسب تعداد اليمن لعام 2004.